# Samuel Campbell Rowley
Samuel Campbell Rowley (* 19. Januar 1774; † 28. Januar 1846) war ein britischer Admiral und Politiker.
Rowley wurde Januar 1774 als Sohn des Politikers und Barristers Clotworthy Rowley geboren. Er trat 1789 der Royal Navy bei und wählte damit einen Berufsweg der seit seinem Großvater, Admiral William Rowley, eine gewisse Tradition innerhalb seiner Familie hatte. 1794 wurde er zum Lieutenant befördert. Am 9. April 1799 erfolgte seine Beförderung zum Commander. Als solcher kommandierte er die HMS Terror während der Seeschlacht von Kopenhagen. 1802 zum Captain befördert, wurde Rowley schließlich 1837 Konteradmiral.
1797 folgte er einer weiteren Familientradition und wurde Abgeordneter. Von 1797 bis zur Auflösung des Parlaments 1800 vertrat er zusammen mit seinem Bruder William, der schon seit 1790 als Abgeordneter fungierte, den Wahlkreis Kinsale im Irish House of Commons, dem Unterhaus des Parliament of Ireland.
Im März 1801 folgte er seinem Vater für den Wahlkreis Downpatrick in das britische House of Commons nach. 1802 wechselte er in den Wahlkreis Kinsale, den sein Bruder William bis dahin vertreten hatte. Rowley selbst gehörte dem House of Commons noch bis April 1806 an.
Samuel Campbell Rowley heiratete am 16. September 1805 Mary Thompson († 1821). Nach deren Tod heiratete er am 4. November 1830 Mary Cronin. Beide Ehen blieben kinderlos.